# Gnadochaeta ruficornis
Gnadochaeta ruficornis är en tvåvingeart som först beskrevs av Townsend 1892.  Gnadochaeta ruficornis ingår i släktet Gnadochaeta och familjen parasitflugor.
Artens utbredningsområde är Colorado. Inga underarter finns listade i Catalogue of Life.